# Volker Weidermann

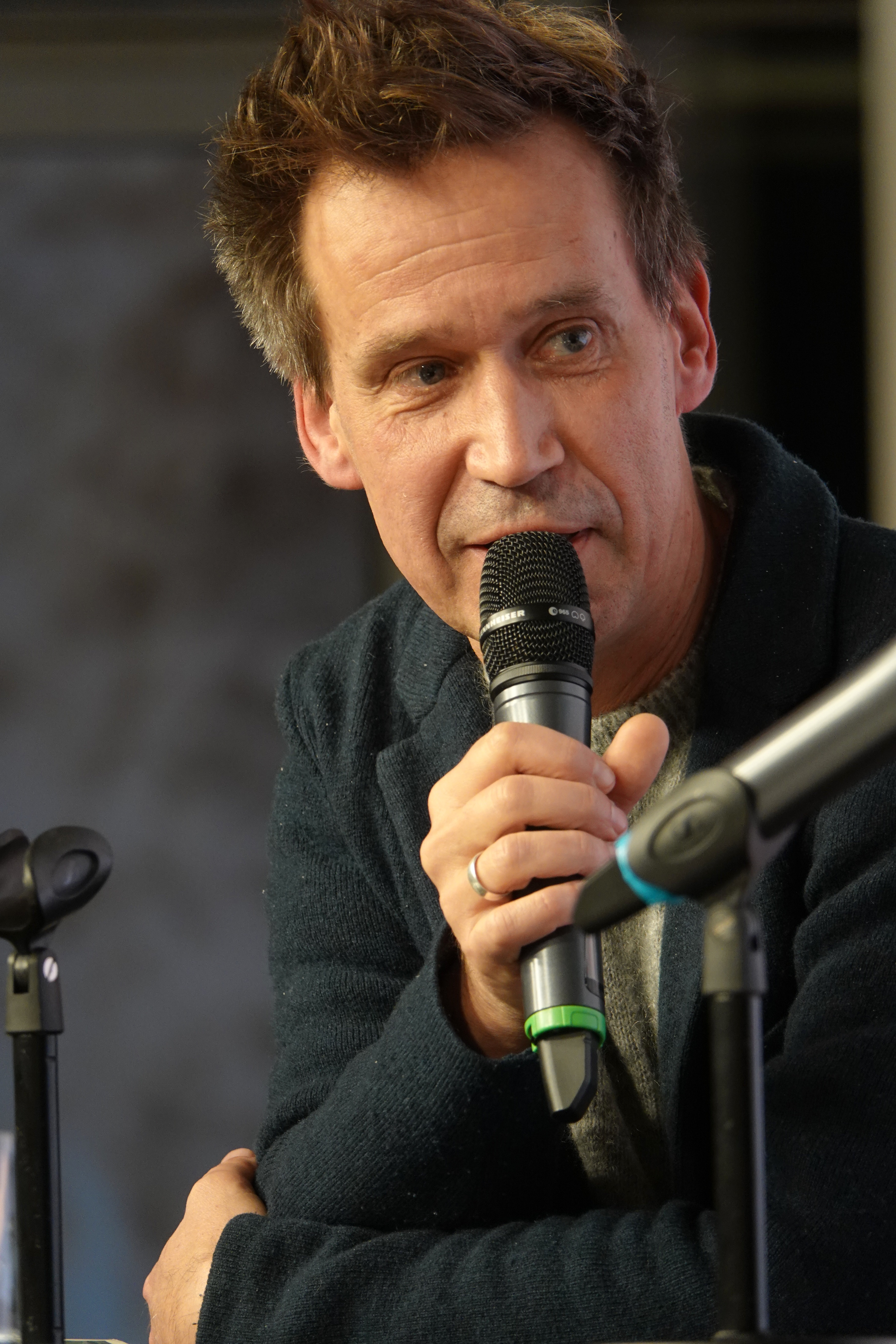
Volker Weidermann (2024)

Volker Weidermann (* 6. November 1969 in Darmstadt) ist ein deutscher Literaturkritiker, Fernsehmoderator und Verfasser von Büchern mit biografisch-historischem Hintergrund.

## Leben
Weidermann studierte Politikwissenschaft und Germanistik in Heidelberg und Berlin. Von 1998 bis 2001 arbeitete er als Literaturkritiker bei der tageszeitung. Anschließend wechselte er als Literaturredakteur zur neu gegründeten Frankfurter Allgemeinen Sonntagszeitung. Ab 2003 leitete er das dortige Feuilleton gemeinsam mit Claudius Seidl. 2012 übernahm er eine Gastprofessur an der Washington University in St. Louis.
Ab Mai 2015 war er für den Spiegel tätig. Ab dem 2. Oktober 2015 moderierte Volker Weidermann zudem die Neuauflage des Literarischen Quartetts im ZDF. Am 23. Oktober 2019 teilte das ZDF mit, dass er die Sendung zum Jahresende verlassen werde. Weidermann wolle sich wieder auf das Schreiben, die Arbeit als Literaturkritiker beim Spiegel und als Buchautor konzentrieren.
Im Mai 2021 verließ Weidermann den Spiegel und wurde zum Oktober desselben Jahres gemeinsam mit Christine Lemke-Matwey Leiter des Feuilletons bei der Wochenzeitung Die Zeit. Seit März 2023 moderiert er gemeinsam mit Andrea Petković Seitenwechsel, einen Livetalk von Zeit und Zeit Online. Im Februar 2024 wurde Volker Weidermann Kulturkorrespondent der Zeit und von Zeit Online.
Weidermann lebt in Berlin.

## Veröffentlichungen

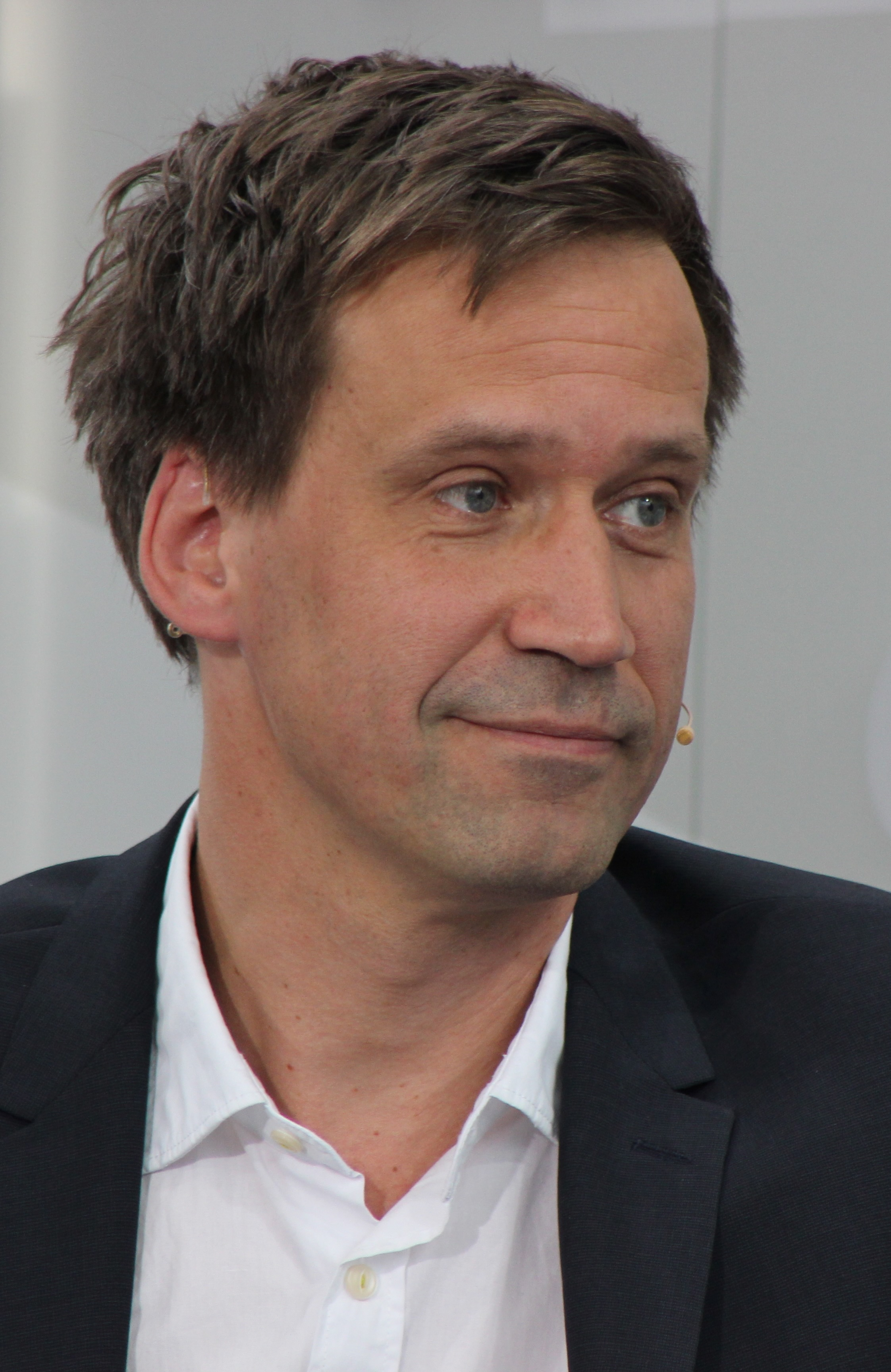
Volker Weidermann (2014)

Weidermanns im März 2006 erschienene Literaturgeschichte Lichtjahre, mit dem Untertitel Eine kurze Geschichte der deutschen Literatur von 1945 bis heute, zog eine Diskussion um die Aufteilung der zeitgenössischen deutschen Literaturkritik in „Emphatiker und Gnostiker“ (so Hubert Winkels in der Wochenzeitung Die Zeit) nach sich.
In dem 2008 erschienenen Buch der verbrannten Bücher beschrieb Weidermann in 131 Miniaturen das Leben und Werk der Autoren, die auf der Liste der Bücherverbrennung 1933 in Deutschland standen. Für das Buch erhielt Weidermann 2009 den Kurt-Tucholsky-Preis für literarische Publizistik.
Zum 100. Geburtstag Max Frischs veröffentlichte Weidermann 2010 die Biografie Max Frisch. Sein Leben, seine Bücher.
Weidermann gibt die gesammelten Werke Armin T. Wegners heraus, deren erster Band 2012 erschien. 
2014 erschien der politisch-biografische Essay Ostende. 1936, Sommer der Freundschaft über die Freundschaft der beiden sehr verschiedenen Schriftsteller Stefan Zweig und Joseph Roth und ihre Begegnung 1936 im belgischen Seebad Ostende, in dem sich zur selben Zeit weitere deutschsprachige Schriftsteller und Kulturschaffende im Exil aufhielten, so Roths letzte Liebe Irmgard Keun, Hermann Kesten, Egon Erwin Kisch, Arthur Koestler, Willi Münzenberg, Ernst Toller und seine junge Gattin Christiane Grautoff. Das auch über den Sommer 1936 hinaus weit ausholende Werk wurde als lebendiges und stimmungsvolles Porträt gelobt.
Im Buch Träumer – Als die Dichter die Macht übernahmen (2017) erzählt er von der Münchner Räterepublik 1918/19 aus der Perspektive der beteiligten und beobachtenden Dichter. In dem Buch Das Duell (2019) zeichnet er das Verhältnis zwischen Günter Grass und Marcel Reich-Ranicki nach.

## Werke
- Lichtjahre: Eine kurze Geschichte der deutschen Literatur von 1945 bis heute. Kiepenheuer & Witsch, Köln 2006, ISBN 3-462-03693-9. Auch als Hörbuch.
- Das Buch der verbrannten Bücher. Kiepenheuer & Witsch, Köln 2008, ISBN 978-3-462-03962-7.
- Max Frisch. Sein Leben, seine Bücher. Kiepenheuer & Witsch, Köln 2010, ISBN 978-3-462-04227-6.
- Ostende. 1936, Sommer der Freundschaft. Kiepenheuer & Witsch, Köln 2014, ISBN 978-3-462-04600-7.
- Dichter treffen: Begegnungen mit Autoren. Kiepenheuer & Witsch, Köln 2016, ISBN 978-3-462-04896-4
- Träumer – Als die Dichter die Macht übernahmen. Kiepenheuer & Witsch, Köln 2017, ISBN 978-3-462-04714-1.
- Das Duell: Die Geschichte von Günter Grass und Marcel Reich-Ranicki. Kiepenheuer & Witsch, Köln 2019, ISBN 978-3-462-05109-4.
- Brennendes Licht. Anna Seghers in Mexiko, Aufbau Verlag, Berlin 2020, ISBN 978-3-351-03794-9.
- Mann vom Meer. Thomas Mann und die Liebe seines Lebens. Kiepenheuer & Witsch, Köln 2023, ISBN 978-3-462-00231-7.[14]